# Apocheima orientis
Apocheima orientis är en fjärilsart som beskrevs av Eugen Wehrli 1941. Apocheima orientis ingår i släktet Apocheima och familjen mätare. Inga underarter finns listade i Catalogue of Life.